# Порта-Нигра
Порта-Нигра (нем. Porta Nigra, лат. Porta Nigra — «чёрные ворота») — большие римские городские ворота в Трире, Германия. Крупнейшие римские городские ворота к северу от Альп. Включены в список Всемирного наследия ЮНЕСКО.
Название Porta Nigra возникло в средние века из-за тёмного цвета камня; первоначальное римское название не сохранилось. Местные жители называют Порта-Нигра просто Порта.

## История

### Римская эпоха
Порта-Нигра были построены из серого песчаника после 170 года нашей эры. Первоначально ворота представляли собой две четырёхэтажные башни, выступавшие наружу в форме полукруга. Узкий двор разделял проёмы ворот. Однако по неизвестным причинам строительство ворот осталось незавершённым. Например, камни с северной (внешней) стороны не были обтёсаны, а выступающие камни делали невозможной установку сдвижных ворот. Тем не менее, ворота использовались в качестве входа в город на протяжении веков, до конца римской эпохи.
Во времена Римской империи Порта-Нигра была частью системы из четырёх городских ворот, находившихся с четырёх сторон римского города, имевшего прямоугольную форму. Ворота охраняли северный вход в город, в то время как Порта-Альба (Белые ворота) были построены на востоке, Порта-Медиа (Средние ворота) на юге, а Порта-Инклита (Знаменитые ворота) на западе, рядом с римским мостом через Мозель. Ворота стояли на концах двух главных улиц римского Трира, одна из которых вела с севера на юг, а вторая с востока на запад. Из этих ворот до нашего времени сохранились только Порта-Нигра.
- Модель Порта-Нигра в  Римскую эпоху (ок. 400 г. н.э.)
- Порта-Нигра с внутренней (южной) стороны.

### Средние века
В эпоху раннего средневековья римские городские ворота больше не использовались по своему первоначальному предназначению, а камни, взятые из них, были использованы для постройки других зданий. Более того, железные и свинцовые скобы были выломаны из стен Порта-Нигра для повторного использования. Следы этих разрушений до сих пор отчётливо видны на северной стороне ворот.
После 1028 года в руинах Порта-Нигра жил отшельником греческих монах Симеон. После его смерти (1035) и канонизации рядом с Порта-Нигра в его честь был построен монастырь Simeonstift.
Для спасения от дальнейшего разрушения Порта-Нигра была преобразована в церковь с двумя залами идентичной планировки, расположенных один над другим. Верхний зал был доступен для монахов, а нижний открыт для прихожан.
Нефы церкви были созданы за счёт расширения над внутренним двором первого и второго этажей. На восточной башне была сооружена апсида. Западная башня была надстроена и к ней был добавлен шпиль. Верхний этаж восточной башни был разрушен, и над нефом, башней и апсидой был построен клеристорий.
Первый этаж с большими воротами был скрыт террасой, а с южной стороны (со стороны города) к нижнему залу церкви была построена лестница. Небольшая лестница вела дальше в верхний зал.
Для доступа в город в средние века служили дополнительные ворота, построенные рядом с восточной стороны Порта-Нигра.
- Порта-Нигра в 1670 году
- модель церкви Св. Симеона Трирского в 1800 году, вид с северо-восточной стороны.
- Модель церкви Св. Симеона Трирского в 1800 году, вид с северо-западной стороны.
- Апсида нижней церкви

### Новое время
В 1800 году Наполеон велел закрыть церковь в Порта-Нигра и прилегающий монастырь, а также подавляющее большинство многочисленных церквей и монастырей Трира. Во время своего визита в Трир в 1804 году Наполеон приказал вернуть Порта-Нигра облик римской эпохи. Дополнительный ярус и церковная башня были демонтированы, а внутренний двор восстановлен. Однако апсида в усечённом виде сохранилась, а восточная башня не была восстановлена до первоначальной высоты. Терраса, окружавшая первый этаж, была удалена.
Ворота хорошо просматривались из дома, в котором проживала семья юного Карла Маркса.
В 1986 году Порта-Нигра была внесена в список Всемирного наследия, наряду с другими римскими памятниками Трира и его окрестностей.
- Внутренний двор. Средние этажи были преобразованы в помещения церкви, расширив их на внутренний двор.
- Порта-Нигра во время разрушения Церкви Св. Симеона. Проход в воротах частично засыпан.

## Современное состояние
Современный облик Порта-Нигра практически не изменился после реконструкции, проведённой по распоряжению Наполеона. С южной стороны от Порта-Нигра остатки римских колонн обрамляют последние 100 метров улицы, ведущей к воротам. Расположенные там, где они стояли в римскую эпоху, они создают впечатление о первоначальном облике римской улицы, окаймлённой колоннадами.
Ворота закрыты для проезда автомобилей, но стоят рядом с одной из главных улиц Трира. В дополнение к общему загрязнению, выхлопные газы проезжающих автомобилей десятилетиями портят камни кладки. Однако в целом, Порта-Нигра всё ещё находится в хорошем состоянии.
Порта-Нигра, включая верхние этажи, открыта для посетителей.